# フィリッパ・ボウエン
フィリッパ・ボウエン（Philippa Boyens、1962年 - ）は、ニュージーランドの脚本家。ニュージーランド・メリット勲章受勲者である。

## 人物
2001年の『ロード・オブ・ザ・リング』以降、ピーター・ジャクソン監督作品に毎回参加している。
オークランド大学卒業。

## フィルモグラフィ

### 脚本
- ロード・オブ・ザ・リング The Lord of the Rings: The Fellowship of the Ring (2001)
- ロード・オブ・ザ・リング/二つの塔 The Lord of the Rings: The Two Towers (2002)
- ロード・オブ・ザ・リング/王の帰還 The Lord of the Rings: The Return of the King (2003)
- キング・コング King Kong (2005)
- ラブリーボーン The Lovely Bones (2009)
- ホビット 思いがけない冒険 The Hobbit: An Unexpected Journey (2012)
- ホビット 竜に奪われた王国 The Hobbit: The Desolation of Smaug (2013)
- ホビット 決戦のゆくえ The Hobbit: The Battle of the Five Armies (2014)
- 移動都市/モータル・エンジン Mortal Engines (2018)
- ロード・オブ・ザ・リング/ローハンの戦い The Lord of the Rings: The War of the Rohirrim (2024) - 原案

### 共同製作
- キング・コング King Kong (2005)
- 第9地区 District 9 (2009)
- ラブリーボーン The Lovely Bones (2009)
- ホビット 思いがけない冒険 The Hobbit: An Unexpected Journey (2012)
- ホビット 竜に奪われた王国 The Hobbit: The Desolation of Smaug (2013)
- ホビット 決戦のゆくえ The Hobbit: The Battle of the Five Armies (2014)

### サウンドトラック
- ロード・オブ・ザ・リング/王の帰還 The Lord of the Rings: The Return of the King (2003) (作詞: "The Edge of Night", "The Green Dragon")